# 高柳進哉
高柳 進哉（たかやなぎ しんや、1978年12月29日 - ）は、日本の放送作家。埼玉県久喜市出身。

## 来歴・人物
中学生時代は人に流されやすく飽きっぽい性格で友人の影響で陸上部に所属するも幽霊部員となり、中学三年生時に現実逃避を理由にラジオの深夜番組を聞き始め、声優パーソナリティ番組のヘビーリスナーとなり、高校時代にはラジオ好きな友人を見つけたことでよりラジオへの志向を深める。
1997年の夏に実家での大学浪人生活の傍ら何気なくラジオ番組に投稿したネタが採用されたことをきっかけに「サービスカード高柳」というラジオネームでハガキ職人としての道を歩む。このラジオネームは、ラジオ好きだった中学時代の友人に気付いて貰えるように、中学時代に良くモノマネしていた地元CDショップ店長の「サービスカード持ってんの?」の言葉から「サービスカード」と自身の苗字を繋げたもの、としている。そして、ラジオ業界への就職を目指し、メディア関係のゼミがある大学へ入学した。
ハガキ職人としての最盛期には、週にハガキ77枚の投稿と1日5ネタ採用のノルマを自らに課して、15から20の番組に投稿し、2台のラジカセで別々の局の番組を聞く事もあった。特に「西川貴教のオールナイトニッポン」を熱心に聴き、ネタがほぼ毎週採用された。しかし、メディア関係への就職の内定を受けることができず、大学を卒業した後は地元の食品会社に入社、その食品の配送中にラジオを聞いていた。
その後、2005年に、西川貴教のオールナイトニッポンの終了に加え、人事異動によってラジオが聴けなくなったことをきっかけにラジオ番組への投稿意欲を失い、翌年の2006年に、3年間勤めた食品会社を退社、放送作家を志して上京した。
そして、イベントの手伝いをした縁でニッポン放送の社内見学に誘われ、社内のスタッフが「サービスカード高柳」のラジオネームを知っていた事から番組を手伝ったことをきっかけに、放送作家への道に進み、2012年末に結婚。2017年の時点では、ネットラジオを含め9番組の放送作家を務めていた。2020年に、胸腺腫の手術を受けた。

## 主な担当番組
- angelaのsparking!talking!show![4]
- JA全農 COUNTDOWN JAPAN[4]
- 神田莉緒香のKANDAFUL RADIO[4]
- 吉川友のShowroomで配信してみっか！[4]
- YuNiのオールナイトニッポンi
- 週末ヒロインももいろクローバーＺの「自由」
- 青山吉能と前田佳織里 金曜日のしじみ
- クリエイターズ・スタジオ with ボカコレ（木曜担当）
- 島田秀平とオカルトさん
- Devil ANTHEM.の「でびラジ」
- 裏でびラジ

過去の担当番組
- 銀河に吠えろ!宇宙GメンTAKUYA[7]
- 〜IDOL SHOWCASE〜 i-BAN!![8]
- 伝説のパーソナリティが今を語る オールナイトニッポン 45時間スペシャル 西川貴教のオールナイトニッポンパート[5]
- ニッポン放送ショウアップナイタースペシャル「ラストイニング 全国高校野球 県予選決勝 聖母学苑 対 彩珠学院」[9][10]
- 竹達彩奈のオールナイトニッポンモバイル[4]
- 冴えないラジオの育てかた[4]
- ミューコミプラス[4]
- 茅原実里のミスサンシャイン
- ももいろクローバーZのSUZUKI ハッピー・クローバー![4]